# Langschwanz-Fruchttaube

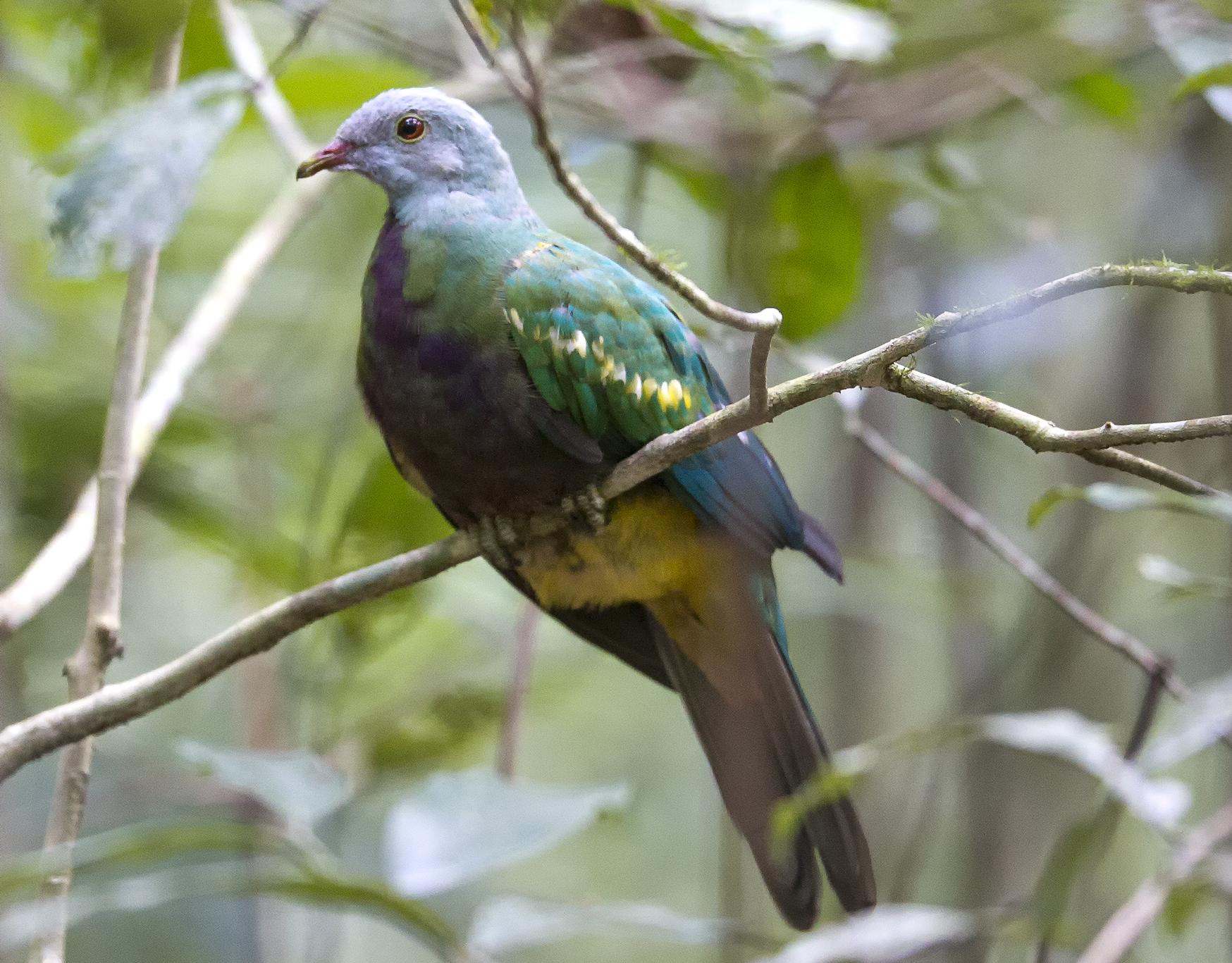
Langschwanz-Fruchttaube, Queensland, Australien

Die Langschwanz-Fruchttaube (Ptilinopus magnificus), auch Purpurbrust-Fruchttaube oder Wompu-Fruchttaube genannt, ist eine Art der Taubenvögel. Sie kommt in acht Unterarten in Australasien vor.

## Erscheinungsbild
Die Nominatform der Langschwanz-Fruchttaube erreicht eine Körperlänge von 30 Zentimetern und wiegt zwischen 175 und 200 Gramm. Sie entspricht damit der Größe einer Ringeltaube. Verglichen mit dieser Taubenart sind die Flügel der Langschwanz-Fruchttaube kürzer und runder. Der Schwanz ist außerdem kürzer. Es besteht kein Geschlechtsdimorphismus. Jungvögel sind etwas weniger farbintensiv gefärbt als die adulten Tauben.
Langschwanz-Fruchttauben haben einen grauen bis hell graugrünen Kopf. Die Körperunterseite ist purpurfarben. Der Unterbauch ist tiefgelb, die Unterschwanzdecken gelblich. Die Körperoberseite ist goldgelb. Auffälliges Merkmal der Langschwanz-Fruchttaube sind die gelben Flecken, die ein quer über die Flügeldecken laufendes Band bilden. Der Schnabel hat eine rote Basis und hellt in Richtung der Schnabelspitze zu Gelb auf. Die Iris ist orangerot. Die unbefiederten schmalen Augenringe sind graugrün. Die Füße und Beine sind gelbgrün.

## Verbreitung, Lebensraum und Verhalten
Die Langschwanz-Fruchttaube kommt auf Neuguinea sowie in einem schmalen Streifen in Ostaustralien bis nach Südostaustralien vor. Die größte Unterart lebt im Tiefland von Neuguinea. Der Lebensraum der Langschwanz-Fruchttaube sind tropische Tieflandregenwälder und Eukalyptuswälder. Während des Winterhalbjahrs findet sie sich gelegentlich auch in Kulturland ein.
Langschwanz-Fruchttauben sind baumbewohnende Tauben und trotz ihres auffallenden Gefieders in Baumkronen kaum auszumachen. Ihre Hauptnahrung sind Früchte und Beeren. Einen großen Anteil am Nahrungsspektrum der Langschwanz-Fruchttaube haben wilde Feigen. Das Nest wird von beiden Partnern auf einem dicht belaubten Ast errichtet und findet sich gewöhnlich in einer Höhe zwischen vier und sieben Meter über dem Erdboden. Das Gelege umfasst ein weißes Ei.

## Belege